# Oparzelina borówki wysokiej
Oparzelina borówki wysokiej (ang. scorch of blueberry) – wirusowa choroba borówki wysokiej (Vaccinium corymbosum) wywołana przez wirusa oparzeliny borówki wysokiej (Blueberry scorch virus, BlScV). W niektórych opracowaniach opisywany jest jako wirus oparzeliny BBScV.

## Występowanie i szkodliwość
Po raz pierwszy opisano chorobę w 1980 r. na plantacjach borówki wysokiej odmiany ‘Berkeley’ w okolicach miejscowości Puyallup w stanie Waszyngton w USA. Stopniowo rozprzestrzeniała się ona w kolejnych plantacjach. W 2000 r. opisano ją już na 140 plantacjach w stanie Kolumbia Brytyjska w Kanadzie. W Europie po raz pierwszy wykryto ją w 2002 r. w Holandii, w 2005 r. pojawiła się we Włoszech, a w 2008 r. w Polsce.
Na porażonych krzewach borówki amerykańskiej owoce dojrzewają średnio 5 dni wcześniej, niż na zdrowych, jednak plon jest mniejszy. Wyraźnie zmniejsza się ilość owoców na pędach, wskutek czego są one wyprostowane, podczas gdy zdrowe pędy uginają się pod ciężarem owoców. Obniżenie plonu zależy od odmiany. U wrażliwej na wirusa odmiany ‘Pemberton’ plon z jednego krzewu w pierwszym roku choroby wyniósł średnio 13,13 kg, w drugim roku 5,24 kg, w trzecim 3,26 kg. U odmian odpornych nie następuje spadek plonu.

## Objawy
Objawy i nasilenie choroby są zróżnicowane. W dużym stopniu zależą od odmiany, ponadto wirus tworzy wiele szczepów. U odmian podatnych na wirusa objawy choroby pojawiają się w pierwszym lub drugim roku od infekcji. Następuje brunatnienie, a następnie nekroza kwiatów, liści i pędów. Obumarłe liście opadają, kwiaty nie opadają, lecz pozostają na pędach. U niektórych odmian jedynym objawem choroby jest chloroza liści, u niektórych powstają na liściach liniowe wzory. Charakterystyczną cechą jest to, że nekrotyczne objawy choroby występują tylko przez rok. W następnych latach nie pojawiają się, roślina jest jednak zainfekowana, słabo owocuje i jest źródłem infekcji dla innych roślin.

## Epidemiologia
Wirus BBScV zimuje w porażonych tkankach borówki. Roznoszony jest przez mszycę Fimbriaphis fimbriata, która w okresie wegetacyjnym nakłuwa pędy borówek. Wirus przenosi się także podczas wegetatywnego rozmnażania borówek.
Początkowo jedynym znanym żywicielem wirusa była borówka wysoka. W 2003 r. jednak odkryto wirusa BBScV na plantacjach żurawiny wielkoowocowej w stanach Oregon i Waszyngton w USA. U rośliny tej nie wywołuje on jednak żadnych objawów chorobowych.

## Ochrona
Choroba jest nieuleczalna, można tylko jej zapobiegać poprzez następujące działania:
- systematyczne monitorowanie plantacji, począwszy od okresu kwitnienia. Wszystkie porażone rośliny należy wraz z korzeniami usuwać z plantacji i spalać[4]
- zdrowe rośliny powinny być wyrywkowo sprawdzane na obecność wirusów w stacjach diagnostycznych[4]
- należy starannie zwalczać mszyce. Wykonuje się opryskiwania plantacji przeciwko mszycom natychmiast po ich pojawieniu się, nawet jeśli są to tylko pojedyncze sztuki[4]
- do rozmnażania wegetatywnego można używać tylko zdrowych roślin[4]

Najlepsze efekty daje uprawa odmian odpornych. Są to: ‘Bluechip’, ‘Bluegold’, ‘Bluetta’, ‘Burlington’, ‘Concord’, ‘Coville’, ‘Darrov’, ‘Duker’, ‘Friendship’, ‘Ivanhoe’, ‘Lateblue’, ‘Nelson’, ‘Northblue’, ‘Northcountry’, ‘Northsky’, ‘Nui’, ‘O’Neal’, ‘Puru’, ‘Rancocas’, ‘Reka’, ‘Sierra’, ‘Sunrise’, ‘Toro’, ‘Washington’.